# Мічурінськ
Мічу́рінськ (рос. Мичуринск) — місто в Тамбовській області Росії. Розташовано на правому березі річки Лісний Вороніж. Було засновано ратними людьми понад 350 років тому. До 1932 року називалося Козлов (також Козлів, рос. Козлов). Перейменовано на честь селекціонера Івана Мічуріна, який працював тут і був похований в цьому місті.

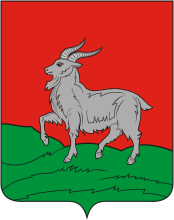
Герб 1781 року

У XIX столітті був важливим центром торгівлі та переробки сільськогосподарської продукції. Також
відігравав важливу роль як великий залізничний вузол — з'єднував Південь та Південний Схід Росії з Москвою. В післявоєнні роки почав швидко зростати і по населенню і по території, завдяки будівництву машинобудівних заводів — імені Леніна, «Прогрес» та інших. Мічурінськ — чи не один з райцентрів Росії, де функціонують два повноцінних вищих навчальних заклади та науково-дослідницький інститут. Нещодавно з цієї причини місту було присвоєно почесне звання «Наукоград». Працює також драматичний театр.
Після двохтисячного року спостерігається різке скорочення населення: з 120 тис. мешканців до
фактично 90 тис. Практично зупинилися заводи, розпалися колективи ДБК та інших будівельних організацій. Історичний центр місто практично зруйнований, окрім двох церков — Іллінської (збудованої на зразок Петропавловської церкви в Петербурзі) та Боголюбської.

## Культура

### Театри
- Мічурінський драматичний театр

### Кінотеатри
- Кінотеатр «Октябрь»

Кінотеатр збудований у 1939 році за проєктом архітектора В.Калмикова. Має три кінозали для показу фільмів в 3D, оформлений і обладнаний із врахуванням останніх вимог до дизайну і комфорту.

### Музеї
- Мічурінський краєзнавчий музей

- Літературно-музичний музей (садиба Голіциних)

- Дім-музей І. В. Мічурина
- Дім-музей А. М. Герасимова

## Уродженці
- Ривж Всеволод Єзупович (1907—1992) — радянський військовик, Герой Радянського Союзу, учасник Другої світової війни, полковник, почесний громадянин Бердичева
- Зельдін Володимир Михайлович (1915—2016) — російський актор
- Марголіна Ірина Євгенівна (нар. 1955) — український історик-культуролог
- Польова Валентина Іванівна (1925—2011) — відмінник охорони здоров'я СРСР, заслужений лікар України.
- Бєляєв Володимир Іванович (нар. 1944) — олімпійський чемпіон 1968 року (Мехіко). Нападник. Володів надпотужним прямим нападаючим ударом.
- Сніцар Катерина Михайлівна (нар. 1949) — українська російськомовна поетеса.

## Галерея

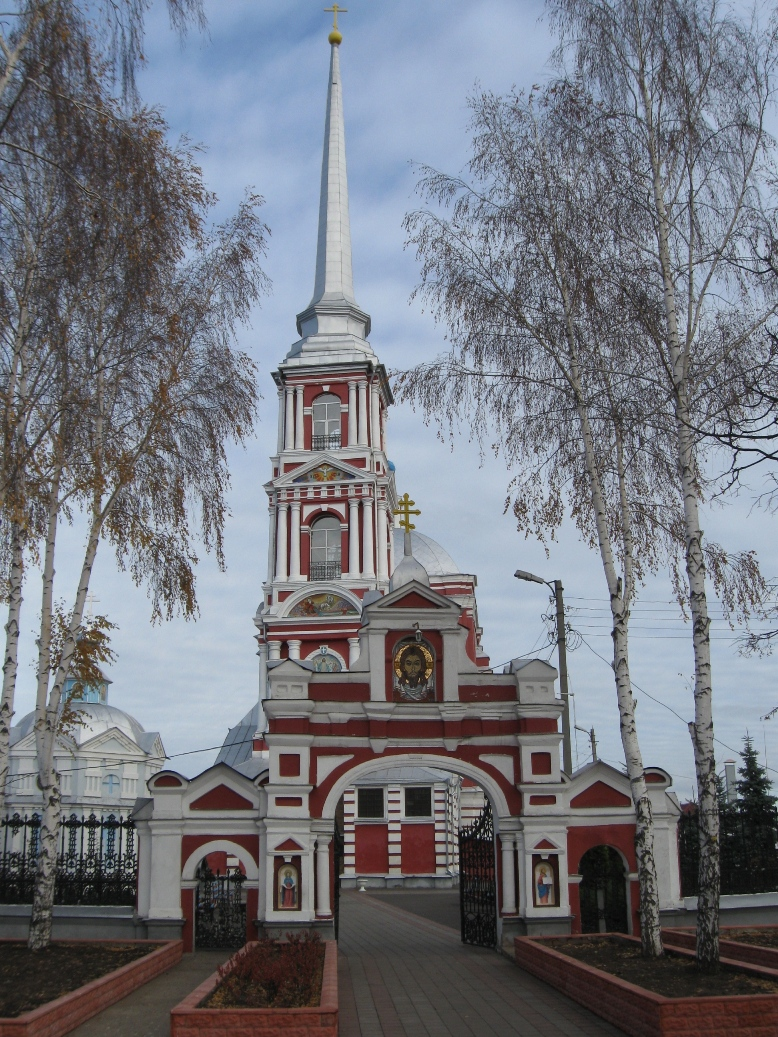
Храм Іллі
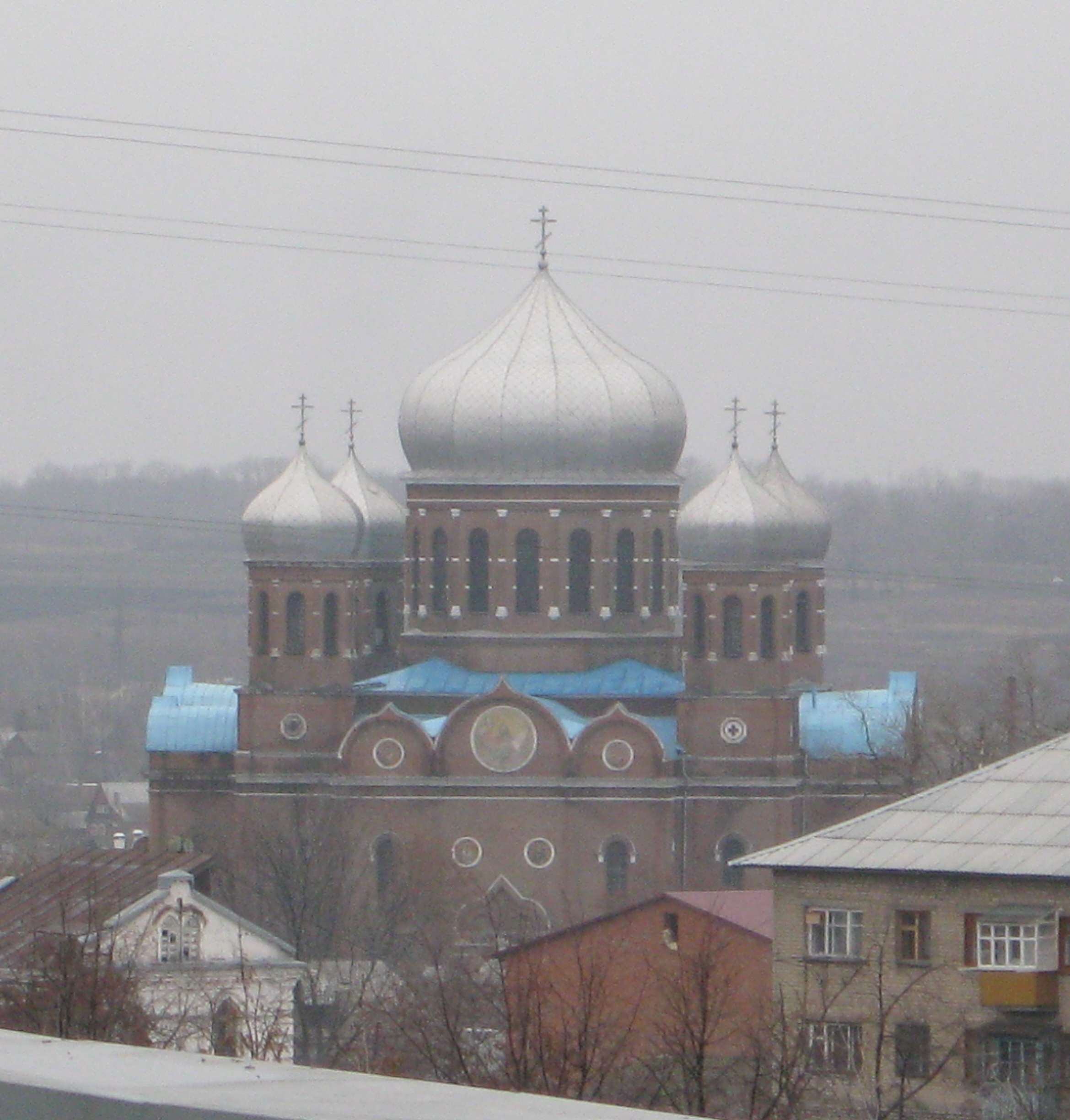
Боголюбський кафедральний собор
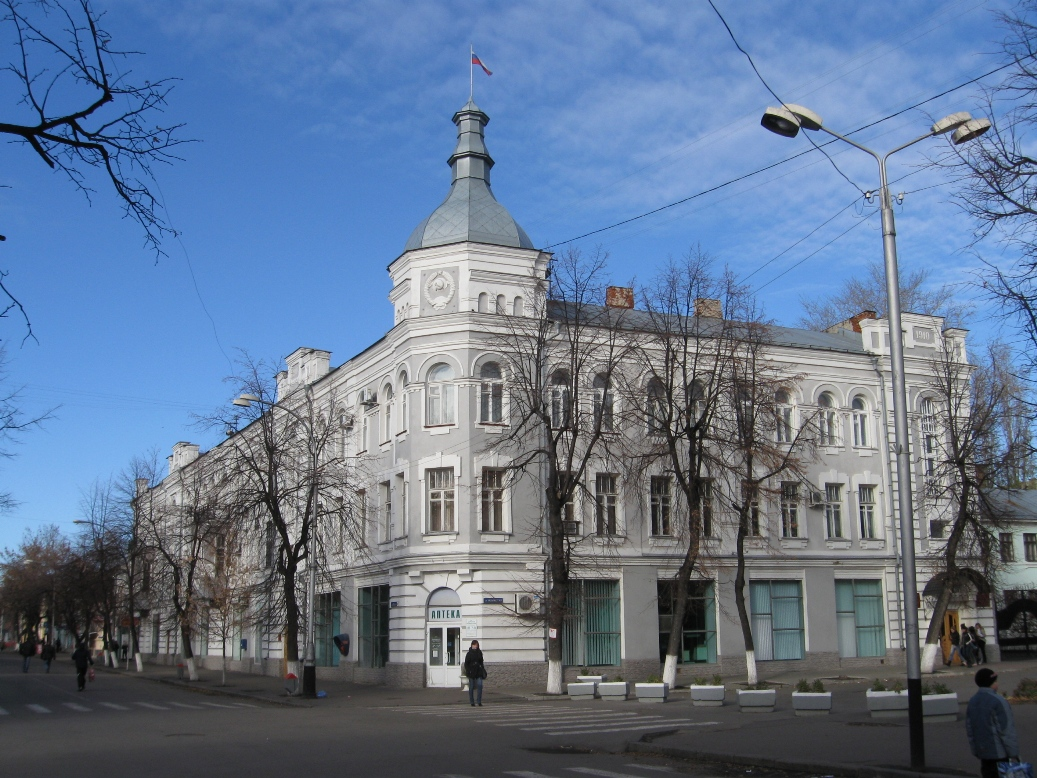
Адміністрація міста
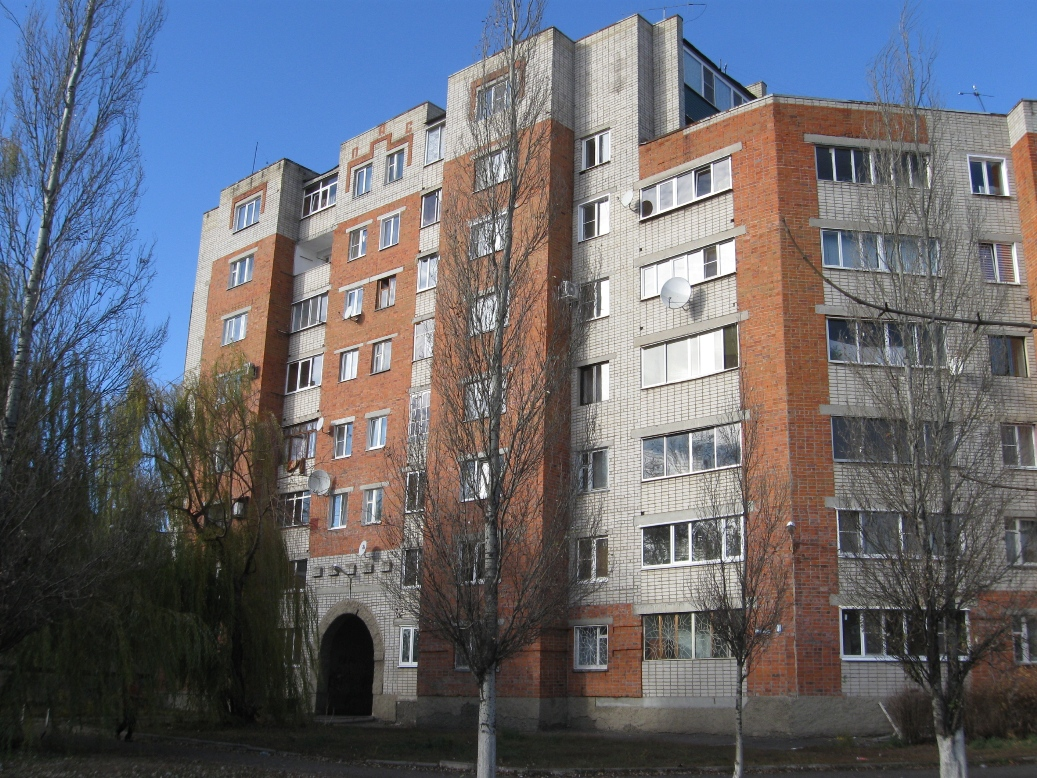
Висотка на вулиці Українській
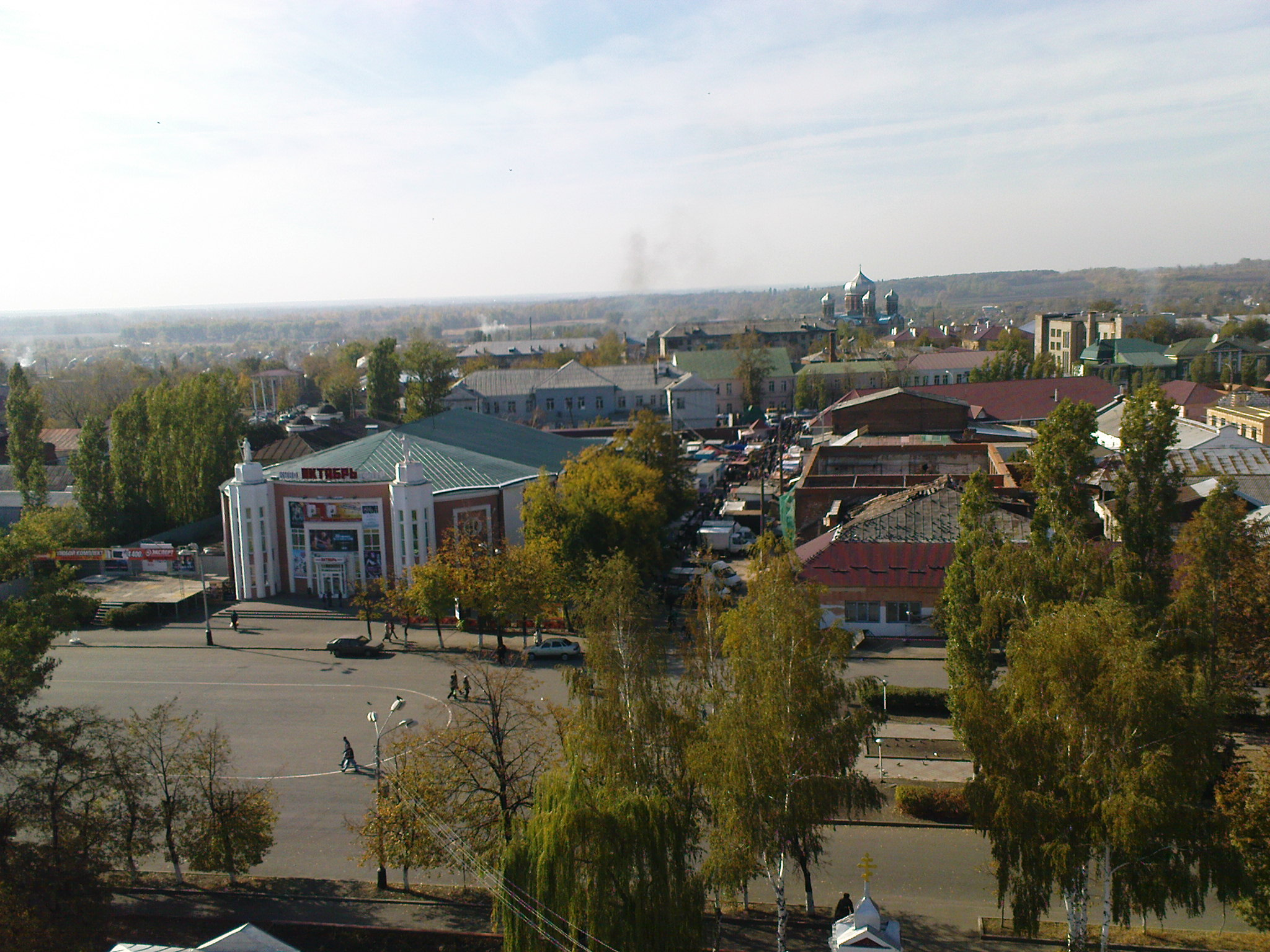
Вид на кінотеатр «Октябрь» і пл. Мічуріна із дзвінниці храму Іллі
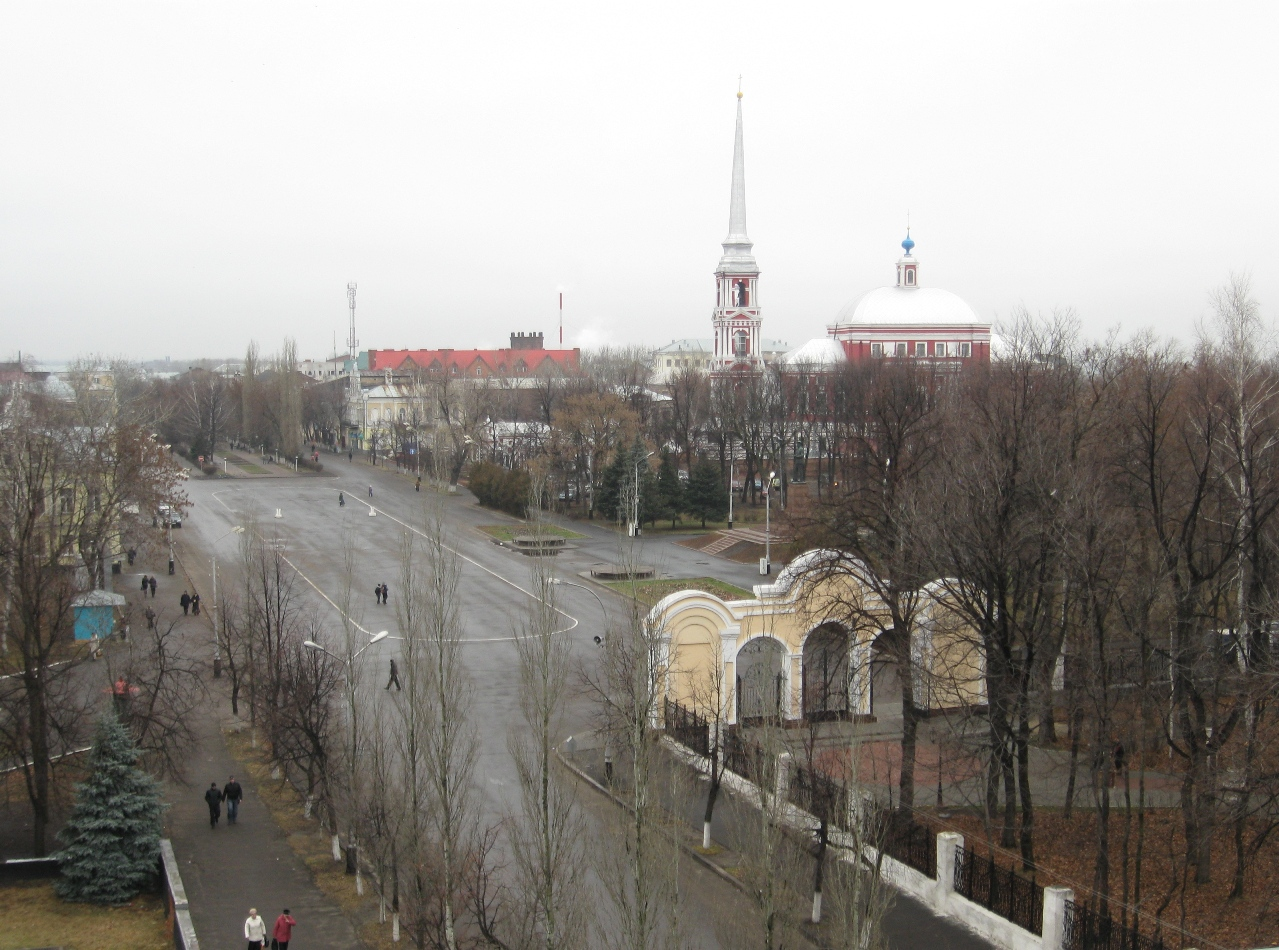
Площа Мічуріна
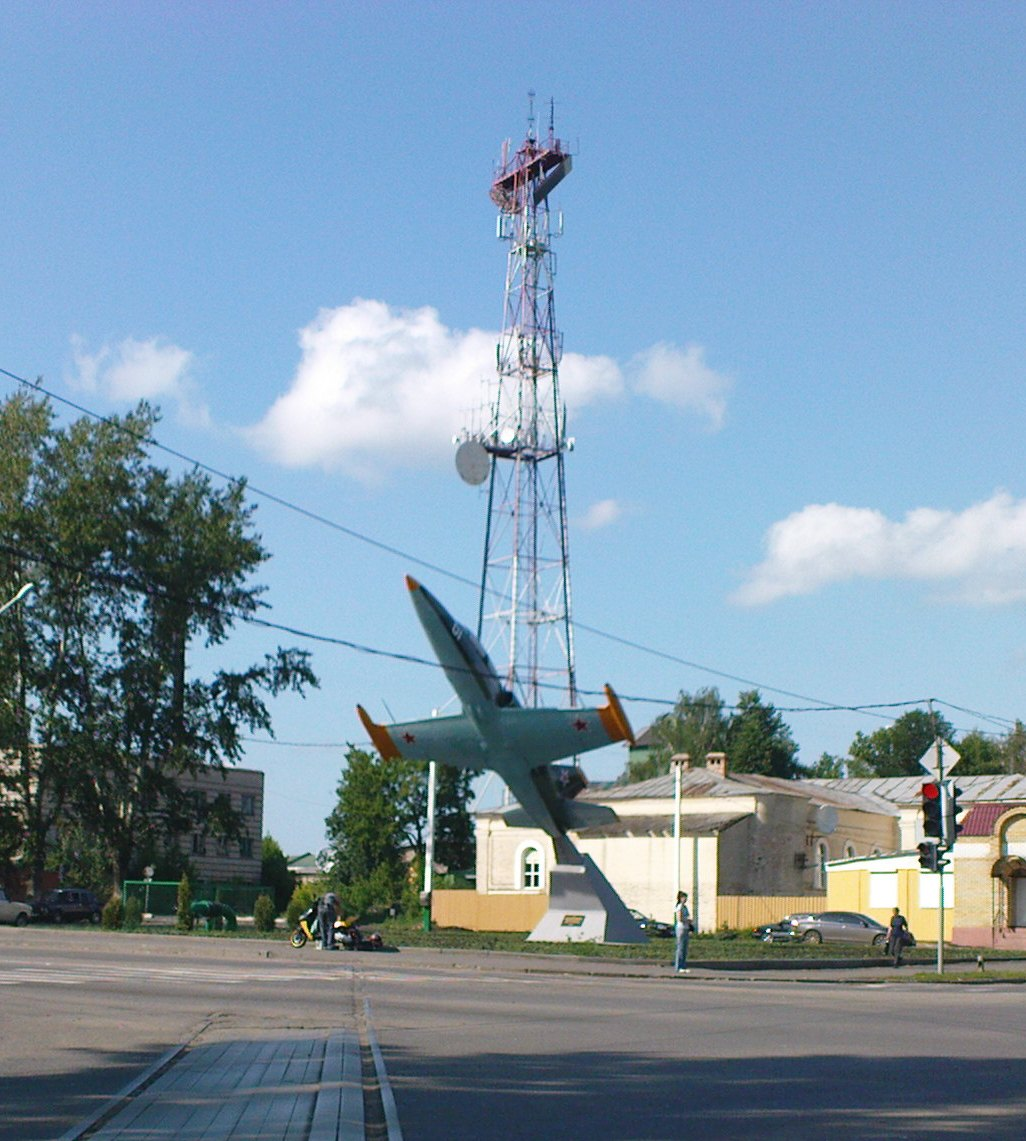
Пам'ятник літаку L39 на площі Слави
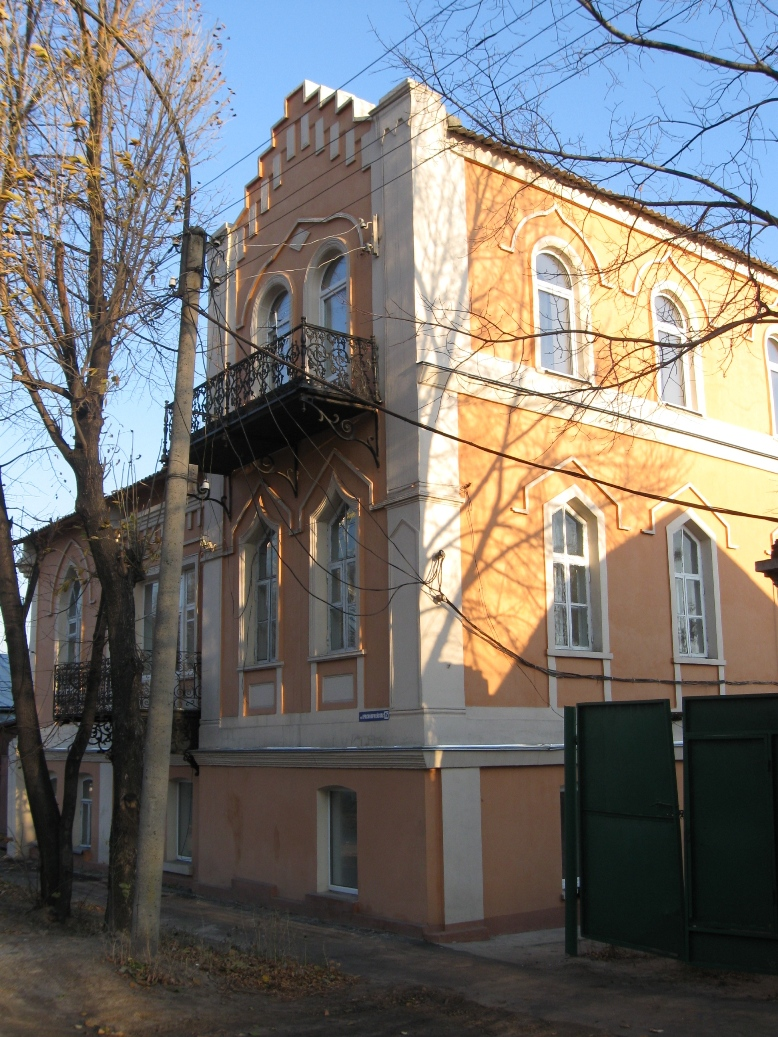
Старовинний будинок на вул. Червоноармійській
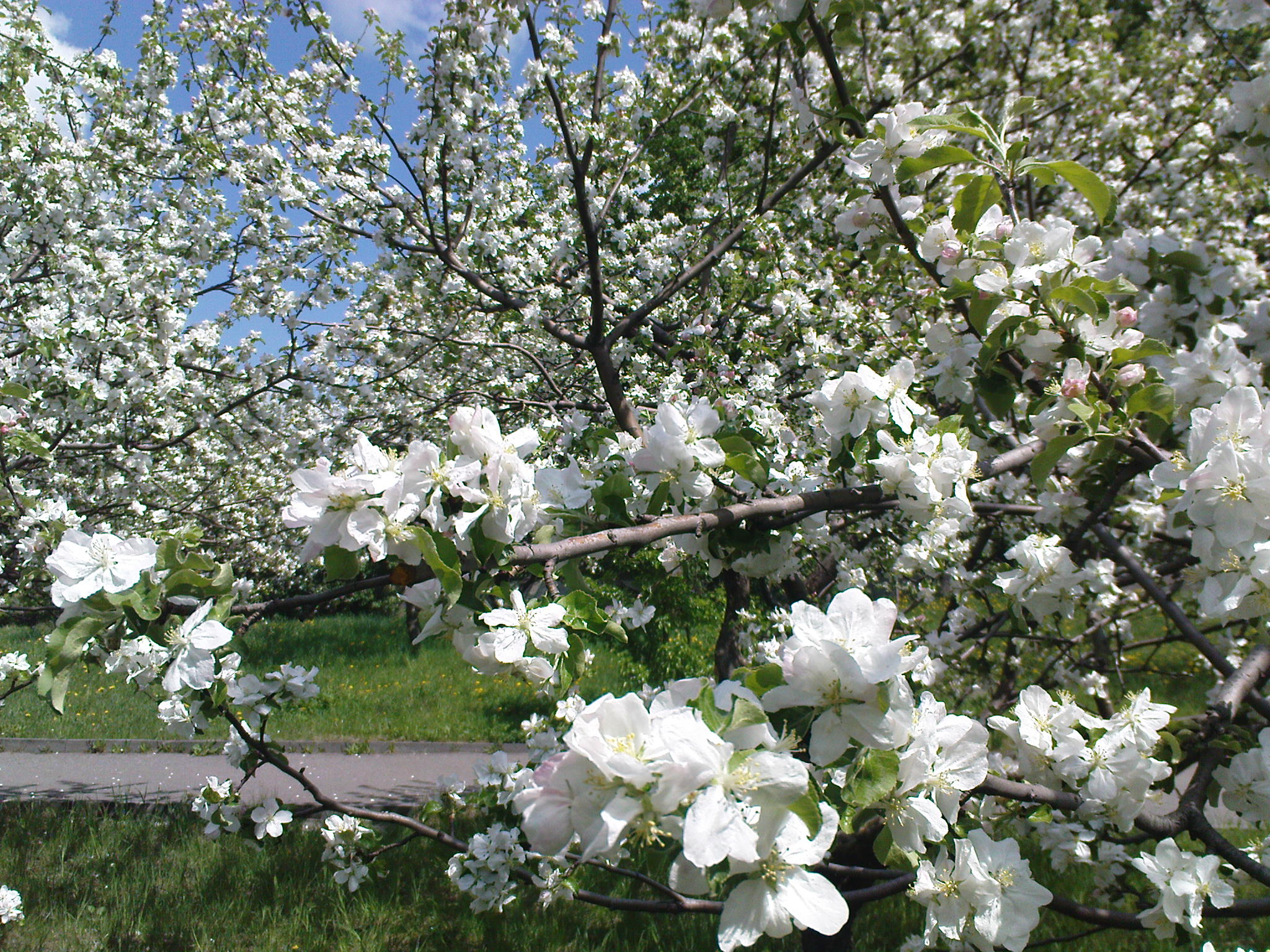
Яблуневий сад
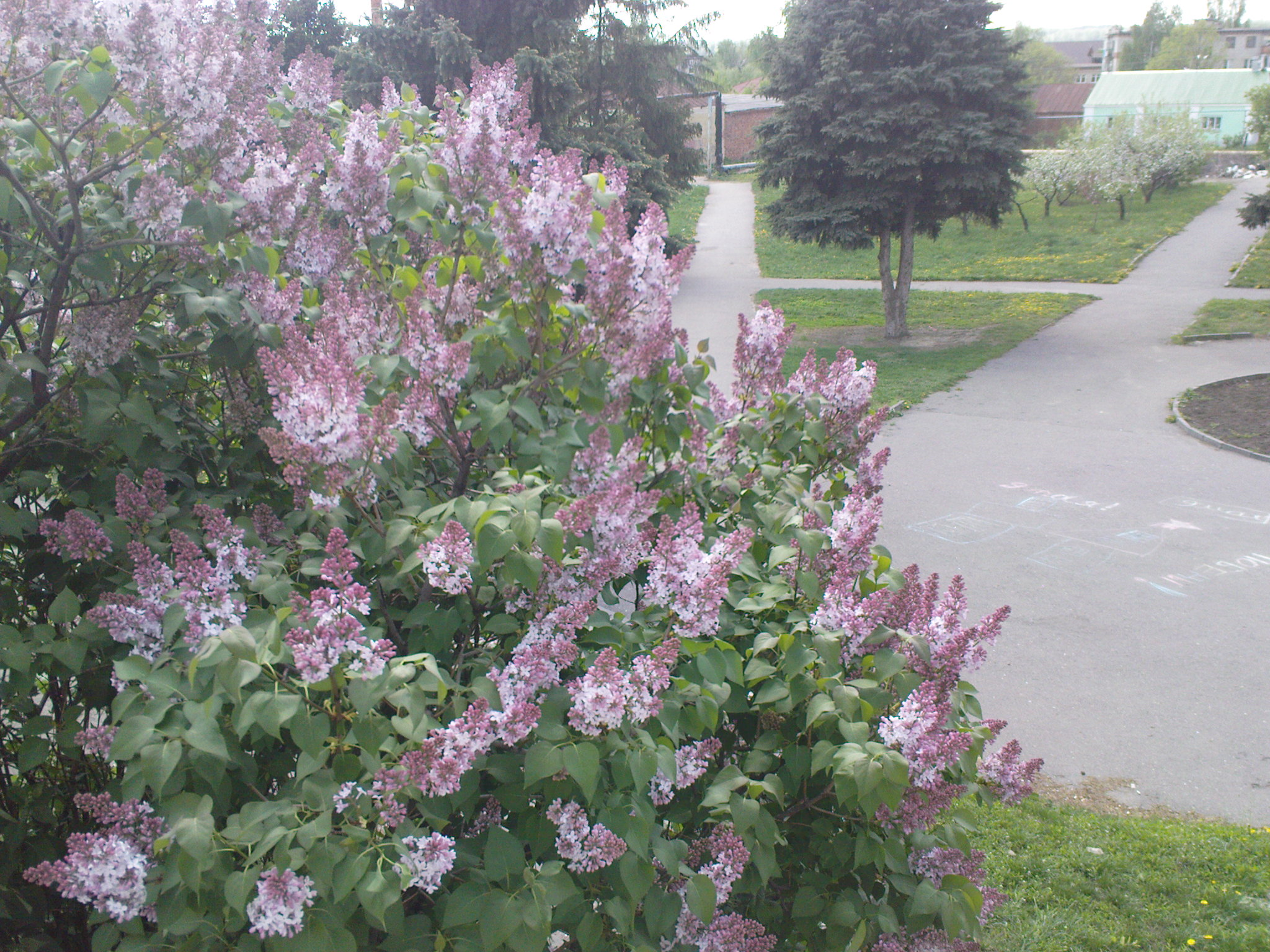
Бузок в колекційному саду
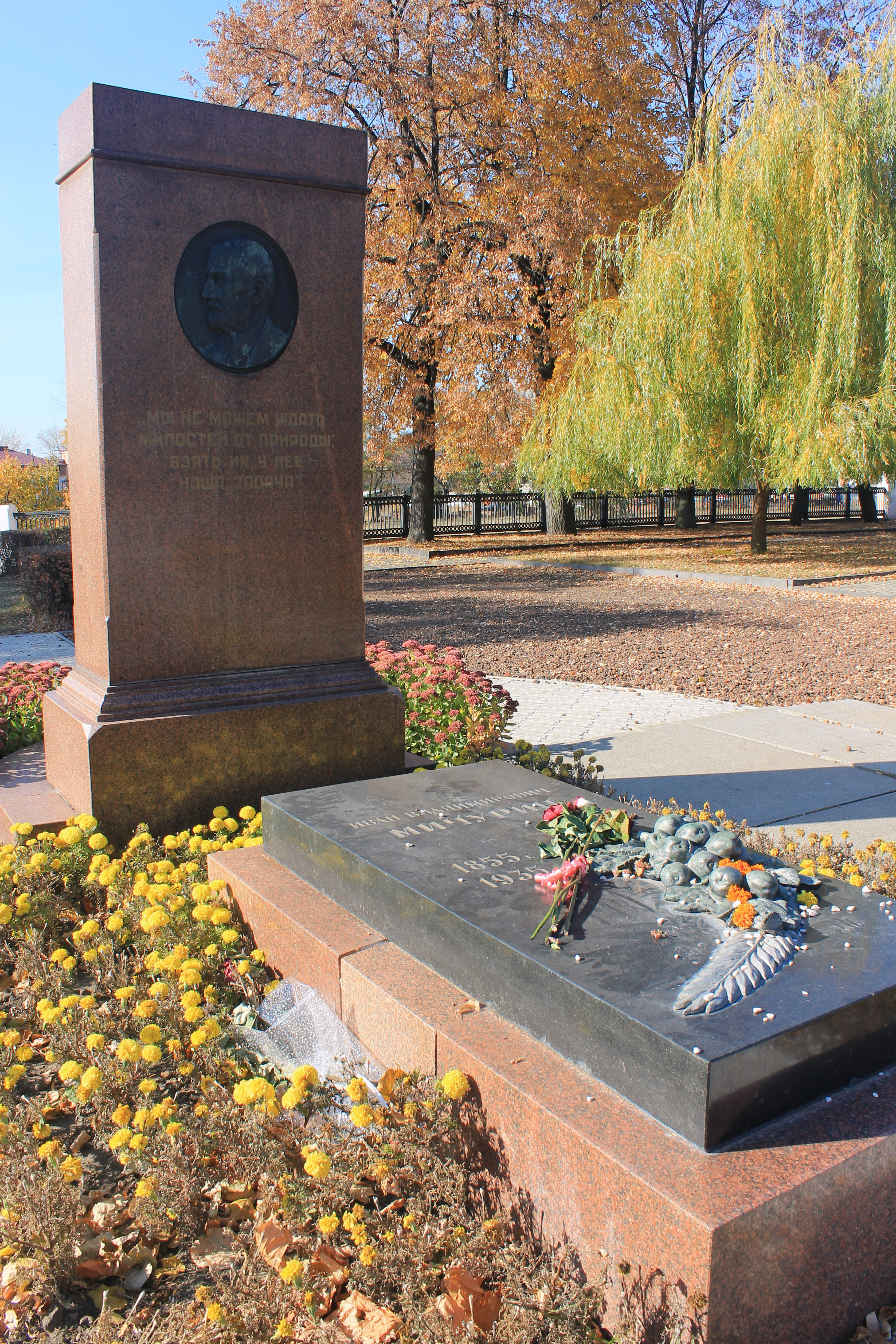
Могила І. В. Мічуріна
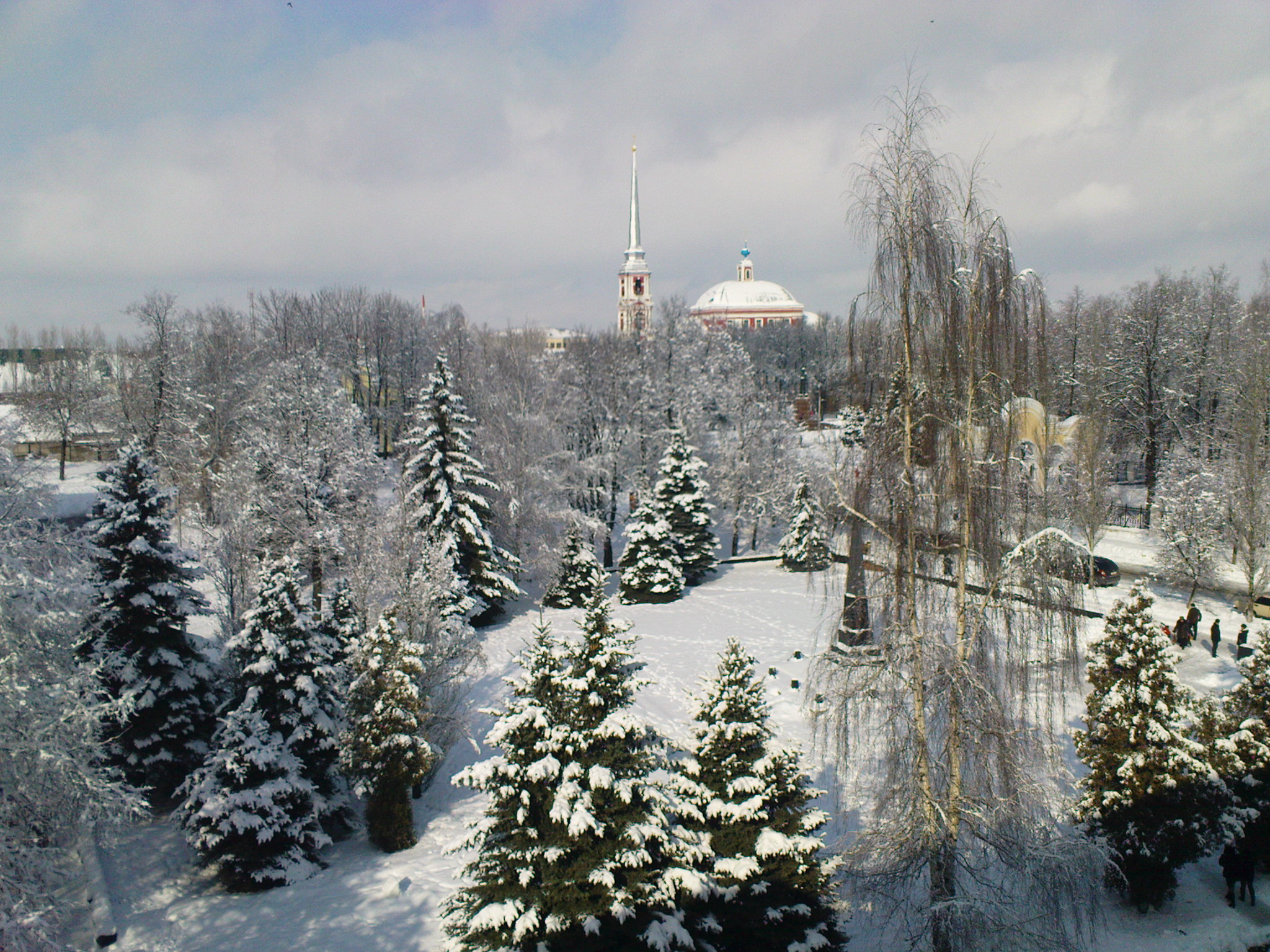
Зимовий вид Мічурінська